# Erik Gunnar Eriksson
Erik Gunnar Eriksson, född 7 november 1929 i Björna socken, Västernorrlands län, död 11 juni 2006 i Kärrsjö, Björna församling, var en svensk evangelist och väckelsepredikant. Han är känd som grundare av hjälporganisationen Hoppets Stjärna.

## Biografi
Erik Gunnar Eriksson växte upp Kärrsjö i Ångermanland under enkla förhållanden och utbildades på Örebromissionens bibelskola vid 1950-talets slut. Tillsammans med Donald Bergagård och Arne Imsen var han i början av 1960-talet ledande i Maranatarörelsen. Efter konflikter kom det år 1968 till den definitiva brytningen mellan Eriksson och Bergagård å den ena sidan och Imsen å den andra.
År 1970 grundade Erik Gunnar Eriksson hjälporganisationen Hoppets Stjärna, som arbetade bland annat i Brasilien där barnhemmet Estrela da Esperanca öppnades.
Organisationen ger dagligt stöd till 30 000 barn i 15 länder:[när?] Kina, Vitryssland, Haiti, Rumänien, Marocko, Filippinerna, Timor Leste, Ghana, Kenya, Lettland, Trinidad-Tobago, Ryssland, Colombia och Argentina.
I Brasilien samverkar Hoppets Stjärna med de lokala myndigheterna, och driver daglig skola för barn mellan noll och sex år. Hoppets Stjärna har också ett annat program, Creche Saudável på portugisiska (Healthy Day-Care House), där barn får medicin, vacciner och all läkarmottagning gratis, i en fattig stadsdel i São Paulo.
Han var från 1956 gift med Karin Eriksson (1935–2002) och paret fick barnen Lennart, Maria och Ulrika. Sonen Lennart Eriksson (född 1956) efterträdde honom som föreståndare för Hoppets stjärna.